# Norbert Straumann
Norbert Straumann, švicarski fizik, * 6. avgust 1936, Niedererlinsbach, Švica.

## Življenje in delo
Straumann je obiskoval javne šole in študiral fiziko in matematiko na ETH v Zürichu. Med njegovimi profesorji so bili Heinz Hopf, Res Jost, Wolfgang Ernst Pauli, Paul Scherrer, Eduard Stiefel, Walter Heitler, Rolf Nevanlinna in Bartel Leendert van der Waerden.
V svoji diplomski nalogi leta 1959 se je ukvarjal s karakterizacijo posplošenih prostih polj v aksiomatični teoriji polja pod Jostovim mentorstvom. Leta 1961 je doktoriral pri Walterju Heitlerju z disertacijo o masnih razlikah mezonov in hiperonov v nekrajevni teoriji polja. V naslednjih letih je bil  Heitlerjev raziskovalni asistent.
V letih 1964 in 1965 je bil štipendist CERN-a v Ženevi, nato pa je postal docent na Univerzi v Zürichu. Od leta 1967 do 1968 je bil izredni profesor na Univerzi Duke v Severni Karolini. Tedaj se je ukvarjal z razlikami v masi bozonov in tokovno algebro, predhodnikom sodobne teorije močnih interakcij.
Leta 1969 je začel ustanavljati teoretsko skupino za tedanji Švicarski inštitut za jedrske raziskave (sedaj Inštitut Paula Scherrerja). V 1970-ih se je njegovo področje delovanja spremenilo in začel se je ukvarjati s teorijo gravitacije. Veliko pozornost je posvetil zgodovinskim vidikom gravitacije.
Leta 1969 je postal redni profesor na Univerzi v Zürichu. Od leta 1980 do 1987 je bil član znanstvenega sveta pri Švicarski nacionalni znanstveni fundaciji. Od leta 1985 do 1986 je bil gostujoči profesor na Inštitutu za teoretično fiziko Univerze v Bernu. Leta 1988 je bil gostujoči profesor v Amsterdamu. Od leta 1997 do 2000 je delal kot član svetovalnega odbora Inštituta Alberta Einsteina Družbe Maxa Plancka v Potsdamu. Leta 2001 se je upokojil in od tedaj je napisal nadaljnja dela o teoriji gravitacije in temah o zgodovini fizike.
Napisal je zapiske predavanj (nekateri so bili objavljeni v obliki knjig) o klasičnih področjih teoretične fizike (mehanika, elektrodinamika, termodinamika in kinetična teorija plinov, statistična mehanika, posebna teorija relativnosti, splošna teorija relativnosti in astrofizika, kozmologija in črne luknje), ki je pritegnilo celotno generacijo študentov in raziskovalcev na Univerzi v Zürichu.
Leta 2005 je prejel naziv Doctor Philosophiae honoris causa Univerze v Bernu.

## Izbrana bibliografija
- ——— (1987), Klassische Mechanik : Grundkurs über Systeme endlich vieler Freiheitsgrade, (Lecture Notes in Physics), zv. 289, Berlin: Springer, ISBN 0-387-18527-5
- ——— (2002), Quantenmechanik. Ein Grundkurs über nichtrelativistische Quantentheorie, Berlin: Springer, ISBN 3-540-42888-7
- ——— (2004), General Relativity. With applications to astrophysics, (Texts and Monographs in Physics), Berlin: Springer, ISBN 3-540-21924-2
- ——— (2005), Relativistische Quantentheorie : Eine Einführung in die Quantenfeldtheorie, Berlin: Springer, ISBN 3-540-22951-5
- ——— (2013), General Relativity, (Graduate Texts in Physics) (2. izd.), Springer, ISBN 978-94-007-5409-6